# Голос предків
Голос предків (англ. Going Native) — одинадцята серія шістнадцятого сезону серіалу «Південний парк», його прем'єра відбулася 17 жовтня 2012 року.

## Сюжет
Баттерс стає дратівливим. Подружжя Стотчів розуміють, що прийшла пора розповісти своєму синові про те, що він не американець. Для самопізнання і набуття душевного спокою Баттерс повинен возз'єднатися зі своїм народом, тому він з разом з Кенні відправляється на далекий і відокремлений острів Гаваї. Але раптово всім корінним гавайцям анулюють їх карти на знижки. Це призводить в люті всіх корінних гавайців, і вони об'єднуються. Почалася битва за Гаваї — в перший день вони змогли потопити круїзний лайнер (причому це зробив Баттерс, тому що потрапив м'ячем для гольфу в око капітана).

## Цікаві факти
- У цій серії йдеться, що Баттерс і Кенні дуже хороші друзі, проте раніше вони сильно не спілкувалися. А в ранніх сезонах найкращим другом Кенні вважався Картман.
- «Внутрішній голос» Кенні, коли він пише листа друзям, озвучив Метт Стоун, він же зазвичай озвучує Кенні.
- У цій серії Кенні був за крок від смерті, проте залишився живим. Подібні сцени вже були в епізодах 1207, 1408 і 1502.
- Момент із затопленням корабля з туристами пародіює загибель «Титаніка» з однойменного фільму.